# Россия на чемпионате мира по водным видам спорта 2017
Россия принимала участие в чемпионате мира по водным видам спорта 2017, который проходил в Будапеште с 14 по 30 июля. Россия была представлена 91 спортсменом в 6 видах спорта. По итогам чемпионата сборная Российской Федерации заняла 3 место в медальном зачёте, завоевав 11 золотых, 6 серебряных и 8 бронзовых наград.

## Медалисты
| Золото  | |                                                              |         |
| №       | Спортсмены | Вид спорта (дисциплина)                                      | Дата    |
| 1       | Светлана Колесниченко | Синхронное плавание (соло, техническая программа)            | 15 июля |
| 2       | Илья Захаров Евгений Кузнецов | Прыжки в воду (синхронный трамплин, 3 метра, мужчины)        | 15 июля |
| 3       | Светлана Колесниченко Александра Пацкевич | Синхронное плавание (дуэт, техническая программа)            | 16 июля |
| 4       | Анастасия Архиповская Анастасия Баяндина Дарья Баяндина Дарина Валитова Марина Голядкина Вероника Калинина Полина Комар Варвара Субботина Влада Чигирёва Мария Шурочкина                                                       | Синхронное плавание (группы, техническая программа)          | 18 июля |
| 5       | Светлана Колесниченко | Синхронное плавание (соло, произвольная программа)           | 19 июля |
| 6       | Светлана Колесниченко Александра Пацкевич | Синхронное плавание (дуэт, произвольная программа)           | 20 июля |
| 7       | Анастасия Архиповская Анастасия Баяндина Дарья Баяндина Дарина Валитова Марина Голядкина Вероника Калинина Полина Комар Варвара Субботина Влада Чигирёва Мария Шурочкина                                                       | Синхронное плавание (группы, произвольная программа)         | 21 июля |
| 8       | Михаэла Каланча Александр Мальцев | Синхронное плавание (смешанный дуэт, произвольная программа) | 22 июля |
| 9       | Евгений Рылов | Плавание (200 метров на спине, мужчины)                      | 28 июля |
| 10      | Юлия Ефимова | Плавание (200 метров брассом, женщины)                       | 28 июля |
| 11      | Антон Чупков | Плавание (200 метров брассом, мужчины)                       | 28 июля |
| Серебро | |                                                              |         |
| №       | Спортсмены | Вид спорта (дисциплина)                                      | Дата    |
| 1       | Надежда Бажина | Прыжки в воду (трамплин, 1 метр, женщины)                    | 15 июля |
| 2       | Михаэла Каланча Александр Мальцев | Синхронное плавание (смешанный дуэт, техническая программа)  | 17 июля |
| 3       | Александр Бондарь Виктор Минибаев | Прыжки в воду (синхронная вышка, 10 метров, мужчины)         | 17 июля |
| 4       | Михаил Довгалюк Михаил Вековищев Данила Изотов Александр Красных Никита Лобинцев | Плавание (эстафета 4×200 вольным стилем, мужчины)            | 28 июля |
| 5       | Юлия Ефимова | Плавание (50 метров брассом, женщины)                        | 30 июля |
| 6       | Светлана Чимрова Вероника Попова Юлия Ефимова Анастасия Зуева Наталья Иванеева* | Плавание (эстафета 4×100 метров, женщины)                    | 30 июля |
| Бронза  | |                                                              |         |
| №       | Спортсмены | Вид спорта (дисциплина)                                      | Дата    |
| 1       | Надежда Бажина Кристина Ильиных | Прыжки в воду (синхронный трамплин, 3 метра, женщины)        | 17 июля |
| 2       | Илья Захаров | Прыжки в воду (трамплин, 3 метра, мужчины)                   | 20 июля |
| 3       | Евгений Дратцев | Плавание на открытой воде (25 км, мужчины)                   | 21 июля |
| 4       | Кирилл Пригода | Плавание (100 метров брассом, женщины)                       | 24 июля |
| 5       | Юлия Ефимова | Плавание (100 метров брассом, женщины)                       | 25 июля |
| 6       | Александр Красных | Плавание (200 метров вольным стилем, мужчины)                | 25 июля |
| 7       | Анастасия Верхоглядова Вероника Вахитова Екатерина Прокофьева Эльвина Каримова Мария Борисова Ольга Горбунова Алена Сержантова Анастасия Симанович Анна Тимофеева Татьяна Толкунова Евгения Иванова Дарья Рыжкова Анна Карнаух | Водное поло (женщины)                                        | 28 июля |
| 8       | Евгений Рылов Кирилл Пригода Александр Попков Владимир Морозов Григорий Тарасевич* Антон Чупков* Даниил Пахомов* Данила Изотов*                                                                                                | Плавание (комбинированная эстафета 4×100 метров, мужчины)    | 25 июля |

## Плавание
Мужчины
| Спортсмен | Дисциплина                              | Предварительные заплывы | Предварительные заплывы | Полуфинал            | Полуфинал            | Финал                | Финал                |
| Спортсмен | Дисциплина                              | Время                   | Место                   | Время                | Место                | Время                | Место                |
| --- | --------------------------------------- | ----------------------- | ----------------------- | -------------------- | -------------------- | -------------------- | -------------------- |
| Антон Чупков | 200 метров брассом                      | 2:08.23                 | 1 Q                     | 2:07.14 CR           | 1 Q                  | 2:06.96 CR           | 1                    |
| Михаил Довгалюк | 200 метров вольным стилем               | 1:46.47                 | 3 Q                     | 1:45.74              | 6 Q                  | 1:46.02              | 7                    |
| Илья Дружинин | 800 метров вольным стилем               | 8:00.27                 | 18                      | н/д                  | н/д                  | Завершил выступление | Завершил выступление |
| Илья Дружинин | 1500 метров вольным стилем              | 15:03.05                | 13                      | н/д                  | н/д                  | Завершил выступление | Завершил выступление |
| Данила Изотов | 100 метров вольным стилем               | 48.56                   | =9 Q                    | 48.78                | 15                   | Завершил выступление | Завершил выступление |
| Илья Хоменко | 200 метров брассом                      | 2:10.43                 | 14 Q                    | 2:08.58              | 6 Q                  | 2:09.18              | 7                    |
| Климент Колесников | 50 метров на спине                      | 25.23                   | 17                      | Завершил выступление | Завершил выступление | Завершил выступление | Завершил выступление |
| Климент Колесников | 100 метров на спине                     | 54.51                   | 16 Q                    | 53.84                | =9                   | Завершил выступление | Завершил выступление |
| Климент Колесников | 200 метров на спине                     | 1:56.74                 | 4 Q                     | 1:55.15 WJ           | 4 Q                  | 1:55.14 WJ           | 4                    |
| Олег Костин | 50 метров баттерфляем                   | 23.68                   | 17                      | Завершил выступление | Завершил выступление | Завершил выступление | Завершил выступление |
| Александр Красных | 200 метров вольным стилем               | 1:46.51                 | 5 Q                     | 1:45.47              | 5 Q                  | 1:45.23              | 3                    |
| Александр Красных | 400 метров вольным стилем               | 3:47.35                 | 13                      | н/д                  | н/д                  | Завершил выступление | Завершил выступление |
| Владимир Морозов | 50 метров вольным стилем                | 21.72                   | 4 Q                     | 21.45                | 2 Q                  | 21.46                | 4                    |
| Владимир Морозов | 100 метров вольным стилем (мужчины)     | 48.99                   | 24                      | Завершил выступление | Завершил выступление | Завершил выступление | Завершил выступление |
| Даниил Пахомов | 100 метров баттерфляем                  | 52.47                   | 23                      | Завершил выступление | Завершил выступление | Завершил выступление | Завершил выступление |
| Даниил Пахомов | 200 метров баттерфляем                  | 1:56.07                 | 9 Q                     | 1:55.84              | =10                  | Завершил выступление | Завершил выступление |
| Александр Попков | 100 метров баттерфляем                  | 51.84                   | 14 Q                    | 52.00                | 15                   | Завершил выступление | Завершил выступление |
| Кирилл Пригода | 50 метров брассом                       | 26.91                   | 5 Q                     | 26.85 NR             | 4 Q                  | 27.01                | 7                    |
| Кирилл Пригода | 100 метров брассом (мужчины)            | 59.36 NR                | 6 Q                     | 59.24 NR             | 8 Q                  | 59.05 NR             | 3                    |
| Кирилл Пригода | 200 метров комплексным плаванием        | 2:00.81                 | 18                      | Завершил выступление | Завершил выступление | Завершил выступление | Завершил выступление |
| Евгений Рылов | 200 метров на спине                     | 1:57.28                 | 7 Q                     | 1:54.96              | 3 Q                  | 1:53.61 EU           | 1                    |
| Евгений Седов | 50 метров вольным стилем                | 22.20                   | 17                      | Завершил выступление | Завершил выступление | Завершил выступление | Завершил выступление |
| Евгений Седов | 50 метров баттерфляем                   | 23.49                   | 10 Q                    | 23.72                | 16                   | Завершил выступление | Завершил выступление |
| Григорий Тарасевич | 50 метров на спине                      | 24.88                   | 8                       | Завершил выступление | Завершил выступление | Завершил выступление | Завершил выступление |
| Григорий Тарасевич | 100 метров на спине                     | 53.18                   | 3 Q                     | 53.06                | 5 Q                  | 53.12                | 5                    |
| Всеволод Занько | 50 метров брассом                       | 27.39                   | 16**                    | Завершил выступление | Завершил выступление | Завершил выступление | Завершил выступление |
| Всеволод Занько | 100 метров брассом                      | 59.56                   | 8 Q                     | 59.76                | =13                  | Завершил выступление | Завершил выступление |
| Никита Королёв Никита Лобинцев Владимир Морозов Александр Попков                                                                | эстафета 4 × 100 метров вольным стилем  | 3:13.84                 | 6 Q                     | н/д                  | н/д                  | 3:12.58              | 4                    |
| Михаил Довгалюк Михаил Вековищев Данила Изотов Александр Красных Никита Лобинцев*                                               | эстафета 4 × 200 метров вольным стилем  | 7:07.21                 | 3 Q                     | н/д                  | н/д                  | 7:02.68              | 2                    |
| Евгений Рылов Кирилл Пригода Александр Попков Владимир Морозов Григорий Тарасевич* Антон Чупков* Даниил Пахомов* Данила Изотов* | комбинированная эстафета 4 × 100 метров | 3:32.12                 | 3 Q                     | н/д                  | н/д                  | 3:29.76              | 3                    |

## Плавание на открытой воде
Россия была представлена 7 пловцами в этом виде спорта.
Мужчины
| Спортсмен        | Дисциплина     | Время      | Место |
| ---------------- | -------------- | ---------- | ----- |
| Кирилл Абросимов | 5 км, мужчины  | 54:45.9    | 4     |
| Кирилл Абросимов | 10 км, мужчины | 1:52:35.50 | 19    |
| Кирилл Беляев    | 5 км, мужчины  | 55:29.9    | 32    |
| Кирилл Абросимов | 25 км, мужчины | 1:52:35.5  | 19    |
| Евгений Дратцев  | 10 км, мужчины | 1:52:10.10 | 8     |
| Евгений Дратцев  | 25 км, мужчины | 5:02:49.80 | 3     |

Женщины
| Спортсмен           | Дисциплина     | Время      | Место |
| ------------------- | -------------- | ---------- | ----- |
| Валерия Ермакова    | 5 км, женщины  | 1:00:51.9  | 14    |
| Валерия Ермакова    | 25 км, женщины | 5:45:13.90 | 17    |
| Мария Новикова      | 5 км, женщины  | 1:02:03.1  | 35    |
| Анастасия Крапивина | 10 км, женщины | 2:01:55.2  | 15    |
| Анастасия Крапивина | 25 км, женщины | 5:24:03.70 | 6     |
| Дарья Кулик         | 10 км, женщины | 2:07:18.0  | 33    |

Смешанные соревнования
| Спортсмены                                                     | Дисциплина                       | Время   | Место |
| -------------------------------------------------------------- | -------------------------------- | ------- | ----- |
| Валерия Ермакова Мария Новикова Кирилл Абросимов Кирилл Беляев | смешанные командные соревнования | 55:55.1 | 10    |

## Хай-дайвинг
Россию представляли 3 спортсмена.
| Спортсмен       | Дисциплина | Очки   | Место |
| --------------- | ---------- | ------ | ----- |
| Никита Федотов  | мужчины    | 231.25 | 13    |
| Игорь Семашко   | мужчины    | 204.15 | 19    |
| Артём Сильченко | мужчины    | 229.30 | 15    |